# 黎洞站
黎洞站是一个京广线上的铁路车站，位于广东省英德市黎溪镇黎洞村，建于1911年，距丰台站2179公里，距广州站104公里，目前为四等站，邮政编码为513025。在运用时，办理旅客乘降；不办理行李、包裹托运。